# Lloyd Carleton
 Lloyd B. Carleton (1872-8 de agosto de 1933) fue un director, productor y actor cinematográfico de nacionalidad estadounidense, activo en la época del cine mudo.
Su verdadero nombre era Carleton B. Little, y falleció en la ciudad de Nueva York.

## Selección de su filmografía
- St. Elmo, codirigida con Barry O'Neil (1910)
- She's Done It Again (1910)
- Love Versus Strategy
- Tricked Into Happiness
- His Mistake
- Love and Tears
- The Price of a Silver Fox
- Diamond Cut Diamond (1913)
- The Veil of Sleep
- Longing for a Mother
- Margaret's Painting
- The Angel of the Slums (1913)
- The Wiles of Cupid (1913)
- A Studio Escapade (1915)
- Motherhood (1915)
- The Girl with the Red Feather (1915)
- The Jungle Lovers (1915)
- In the Midst of African Wilds (1915)
- The Flashlight (1915)
- Their Sinful Influence (1915)
- The White Light of Publicity (1915)
- The Love of Loti San (1915)
- The Golden Spurs (1915)
- The Sacred Tiger of Agra (1915)
- The Yaqui
- Two Men of Sandy Bar (1916)
- Flash of a .45